# Norops confusus
Norops confusus este o specie de șopârle din genul Norops, familia Polychrotidae, descrisă de Arturo Estrada și Garrido 1991. Conform Catalogue of Life specia Norops confusus nu are subspecii cunoscute.